# Catedral de São Nicolau (Estocolmo)
A Catedral de Estocolmo, conhecida na Suécia como Storkyrkan (literalmente Grande Igreja) ou Sankt Nikolai kyrka (Igreja de São Nicolau), é a mais antiga igreja de Estocolmo e a sede da Diocese de Estocolmo. Fica no bairro antigo (Gamla Stan) da cidade. 

A igreja surge pela primeira vez numa fonte escrita em 1279. Depois da reforma protestante, converteu-se numa igreja  luterana em 1527. Converteu-se em catedral quando se criou a diocese de Estocolmo em 1942 a partir das dioceses de Uppsala e de Strängnäs.

A igreja, de uma só torre, é construída com tijolo coberto e os seus muros são pintados de amarelo com pormenores em branco. O seu estilo original corresponde ao gótico do século XIII, mas o exterior foi remodelado em estilo barroco cerca de 1740 pelo arquitecto Johan Eberhard Carlberg.

Destaca-se uma imagem de madeira de São Jorge e do dragão, presumivelmente do século XV. A imagem serve como relicário, pois contém supostas relíquias de São Jorge e de outros santos. Na igreja está a pintura mais antiga da cidade de Estocolmo, de 1520.